# 牡丹江海浪空港
牡丹江海浪空港(ぼたんこうかいろうくうこう)は中華人民共和国黒龍江省牡丹江市にある空港である。黒龍江省ではハルビン太平国際空港に次いで2番目の規模の空港で、第二次世界大戦終戦までは大日本帝国陸軍の海浪陸軍飛行場とも呼ばれた。

## 歴史
海浪陸軍飛行場は満洲国の時代に関東軍によって建設され、完成後の1937年（昭和12年）8月2日には第2飛行集団第8飛行団の司令部が置かれた。その後、第2飛行集団は1942年（昭和17年）4月15日に第2飛行師団に改編され、海浪陸軍飛行場には第八航空地区司令部が置かれた。
1945年（昭和20年）8月13日に牡丹江はソ連軍に占領された。8月15日に日本が降伏した後、牡丹江海浪空港は八路軍に接収され、東北民主連軍航空学校の訓練基地となった。1960年代に入り中ソ対立が激化すると、ソ連国境に近い牡丹江海浪空港は中国人民解放軍空軍にとって最前線の基地となり、大型機に対応した拡張工事が行われた。
1980年代になると中ソ関係が好転したことにより、1985年に国内線のみ民間に開放された。2000年にはさらに国際線も解禁となり、ターミナルビルの拡張の上、ロシアとの定期航路が開設された。その後2005年には韓国路線も開設され、2009年には初めて外国の航空会社である大韓航空とアシアナ航空が乗り入れ、仁川国際空港との間に直行便を就航させた。
なお、対外開放された現在も中国人民解放軍空軍の第21師団（戦闘機隊）とレーダー部隊が駐屯している。
2005年の輸送実績は旅客が132,876人で中国75位、貨物が328.7トンで中国76位であった。

## 就航路線

### 国内線
| 航空会社     | 目的地                |
| ------------ | --------------------- |
| 中国国際航空 | 延吉、北京/首都       |
| 中国東方航空 | 無錫、大連            |
| 東北航空     | 瀋陽                  |
| 中国南方航空 | 広州、上海/浦東、青島 |
| 海南航空     | 北京/首都             |
| 山東航空     | 煙台                  |
| 上海航空     | 青島、上海/浦東       |
| 深圳航空     | ハルビン              |

### 国際線
| 航空会社     | 目的地                                |
| ------------ | ------------------------------------- |
| 中国国際航空 | ソウル/仁川（延吉経由）、ハバロフスク |
| 大韓航空     | ソウル/仁川                           |
| アシアナ航空 | ソウル/仁川                           |
| オーロラ     | ウラジオストク                        |